# 시베리아 (2020년 영화)
《시베리아》(영어: Siberia)는 2020년 제작된 이탈리아의 심리 드라마 영화로, 에이블 페라라가 감독을 맡았다. 제70회 베를린 국제 영화제 황금곰상 경쟁작이다.

## 출연진
- 윌럼 더포
- 사이먼 맥버니